# Konventionen om kvinnors nattarbete
Konventionen om kvinnors nattarbete (ILO:s konvention nr 4 angående kvinnors nattarbete, Night Work (Women) Convention) är en konvention som antogs av Internationella arbetsorganisationen (ILO) den 28 november 1919 i Washington DC. Konventionen förbjuder, med vissa undantag, nattarbete för kvinnor inom industrin. I konventionen definieras natt som en sammanhängande period på minst elva timmar, inklusive klockan tio på kvällen och klockan fem på morgonen. Tillfälliga undantag medges dock för denna definition. Konventionen består av 15 artiklar.

## Ratificering
Konventionen har ratificerats av 58 länder, varav 33 länder har sagt upp den i efterhand.